# Hyoseris
Hyoseris, biljni rod iz porodice glavočika smješten u podtribus Hyoseridinae. Postoje tri priznate vrste koje rastu uglavnom po Mediteranu.
Malteški endem Hyoseris frutescens sinonim je za H. lucida subsp. frutescens, smatra se podvrstom vrste H. lucida

## Vrste
1. Hyoseris lucida L.
2. Hyoseris radiata L.
3. Hyoseris scabra L.